# Gustav Eder (Politiker)

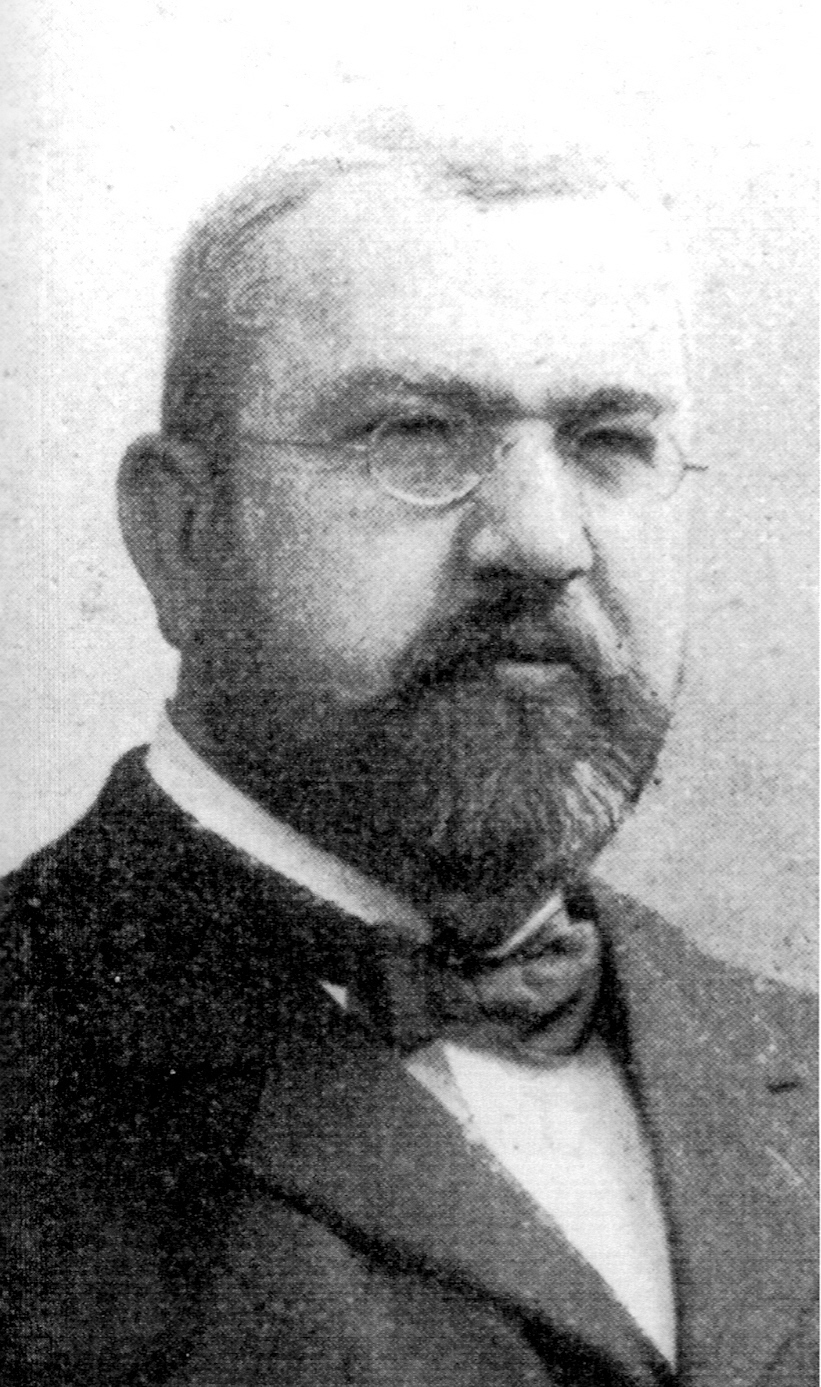
Gustav Eder

Gustav Eder (* 23. Juli 1861 in Pottendorf; † 7. Juli 1909 in Linz) war ein österreichischer Politiker und Bürgermeister von Linz.
Gustav Eder studierte Pharmazie an der Universität Wien und übernahm 1889 eine Apotheke in Linz. 1894 wurde er als Vertreter der deutschnationalen Partei in den Gemeinderat gewählt. Von 1900 bis 1907 war er Bürgermeister der oberösterreichischen Landeshauptstadt Linz. Er war auch Mitglied des oberösterreichischen Landtages und ein Mitbegründer des Deutschen Volksbundes.